# Scutiger nepalensis
Scutiger nepalensis es una especie  de anfibios de la familia Megophryidae.

## Distribución geográfica
Se encuentra en el Nepal y, posiblemente en la  China e India.

## Estado de conservación
Se encuentra amenazada de extinción por la pérdida de su hábitat natural.